# Fourplay (album)
Fourplay è un album discografico dei Fourplay, gruppo musicale statunitense, pubblicato nel 1991 dalla Warner Bros./WEA.

## Il disco
Fourplay è l'album di debutto del gruppo americano  Fourplay uscito nel 1991. L'album fu il numero 1 nelle classifiche del Jazz contemporaneo, il numero 16 nelle classifiche R&B e il numero 91 (o 97) nella US Billboard 200. L'album ha venduto oltre 1 milione di copie in tutto il mondo.

## Tracce
1. Bali Run
2. 101 Eastbound
3. Foreplay
4. Moonjogger
5. Max-O-Man
6. After the Dance
7. Quadrille
8. Midnight Stroll
9. October Morning
10. Wish You Were Here
11. Rain Forest

## Formazione
- Nathan East, basso
- Lee Ritenour, chitarra
- Bob James, tastiere e sintetizzatore
- Harvey Mason, batteria e percussioni